# L'Expérience interdite
« Flatliners » redirige ici.  Pour le film de 2017, voir L'Expérience interdite : Flatliners.
Série
L'Expérience interdite : Flatliners
(2017)
Pour plus de détails, voir Fiche technique et Distribution.
L'Expérience interdite ou Lignes interdites au Québec (Flatliners) est un film américain réalisé par Joel Schumacher et sorti en 1990. Mêlant thriller et science-fiction, le film explore la question de la frontière entre la vie et la mort à travers une expérience médicale audacieuse.
La distribution réunit plusieurs futures stars hollywoodiennes : aux côtés de Sutherland, on retrouve Julia Roberts dans le rôle de Rachel Mannus, Kevin Bacon en David Labraccio, William Baldwin en Joe Hurley et Oliver Platt dans le rôle comique de Randy Steckle. 
Cette production, portée par la photographie expressionniste de Jan de Bont et la partition inquiétante de James Newton Howard, marque un tournant dans la carrière de Schumacher, qui y explore des thèmes plus sombres que dans ses précédentes œuvres.

## Synopsis
Cinq brillants étudiants en médecine, menés par le charismatique Nelson Wright, se lancent dans une expérience périlleuse. Ils veulent provoquer des arrêts cardiaques temporaires pour explorer les mystères de la mort imminente, avant de se réanimer mutuellement à l'aide de défibrillateurs.
Ce qui commence comme une curiosité scientifique tourne rapidement au cauchemar. Alors que les premières expériences semblent concluantes, les participants voient leur quotidien envahi par des phénomènes inexplicables, chacun étant confronté à des fantômes de son passé.

## Fiche technique
Sauf indication contraire, les informations mentionnées dans cette section peuvent être confirmées par la base de données cinématographiques IMDb,  présente dans la section « Liens externes ».
- Titre original : Flatliners
- Titre français : L'Expérience interdite
- Titre québécois : Lignes Interdites
- Réalisation : Joel Schumacher
- Scénario : Peter Filardi
- Musique : James Newton Howard
- Direction artistique : Eugenio Zanetti et Jim Dultz
- Décors : Anne Kuljian
- Costumes : Susan Becker
- Photographie : Jan de Bont
- Son : Paul Timothy Carden, Louis L. Edemann, Nils C. Jensen, Gary Mundheim, Richard Oswald
- Montage : Robert Brown
- Producteurs : Michael Douglas et Rick Bieber

Producteurs délégués : Scott Rudin, Peter Filardi, Peter McAlevey et Michael I. Rachmil
- Sociétés de production [1] : Stonebridge Entertainment avec la participation de Columbia Pictures
- Sociétés de distribution [1] : Columbia Pictures (États-Unis), Columbia TriStar Films (France)
- Budget : 26 millions de dollars [2]
- Pays de production :  États-Unis
- Langue originale : anglais
- Format : couleur – 35 mm - 2,39:1 (CinemaScope) – son Dolby stéréo
- Genre : science-fiction, thriller, drame, horreur
- Durée : 116 minutes
- Dates de sortie [3] :
  - États-Unis : 10 août 1990
  - France : 9 janvier 1991
- Classification [4] :
  -  États-Unis : R – Restricted (Les enfants de moins de 17 ans doivent être accompagnés d'un adulte).
  -  France : Interdit aux moins de 12 ans (visa d'exploitation no 74912 délivré le 10 décembre 1990) [5]

## Distribution
- Kiefer Sutherland (VF : Emmanuel Jacomy) : Nelson Wright
- Julia Roberts (VF : Frédérique Tirmont) : Rachel Mannus
- Kevin Bacon (VF : Jean-François Vlérick) : David Labraccio
- William Baldwin (VF : Maurice Decoster) : Joe Hurley
- Oliver Platt (VF : José Luccioni) : Randall « Randy » Steckle
- Hope Davis (VF : Emmanuèle Bondeville) : Anne Coldren
- Kimberly Scott : Winnie Hicks
- Joshua Rudoy : Billy Mahoney
- Patricia Belcher : Edna
- Benjamin Mouton : le père de Rachel
- Shauna O'Brien : une conquête de Joe
- Julie Warner : une conquête de Joe

 Source et légende : version française (VF) sur RS Doublage

## Production

### Attribution des rôles
Le rôle de Nelson Wright a été refusé par Val Kilmer, alors que Nicole Kidman avait été envisagée pour incarner Rachel Mannus .

### Tournage

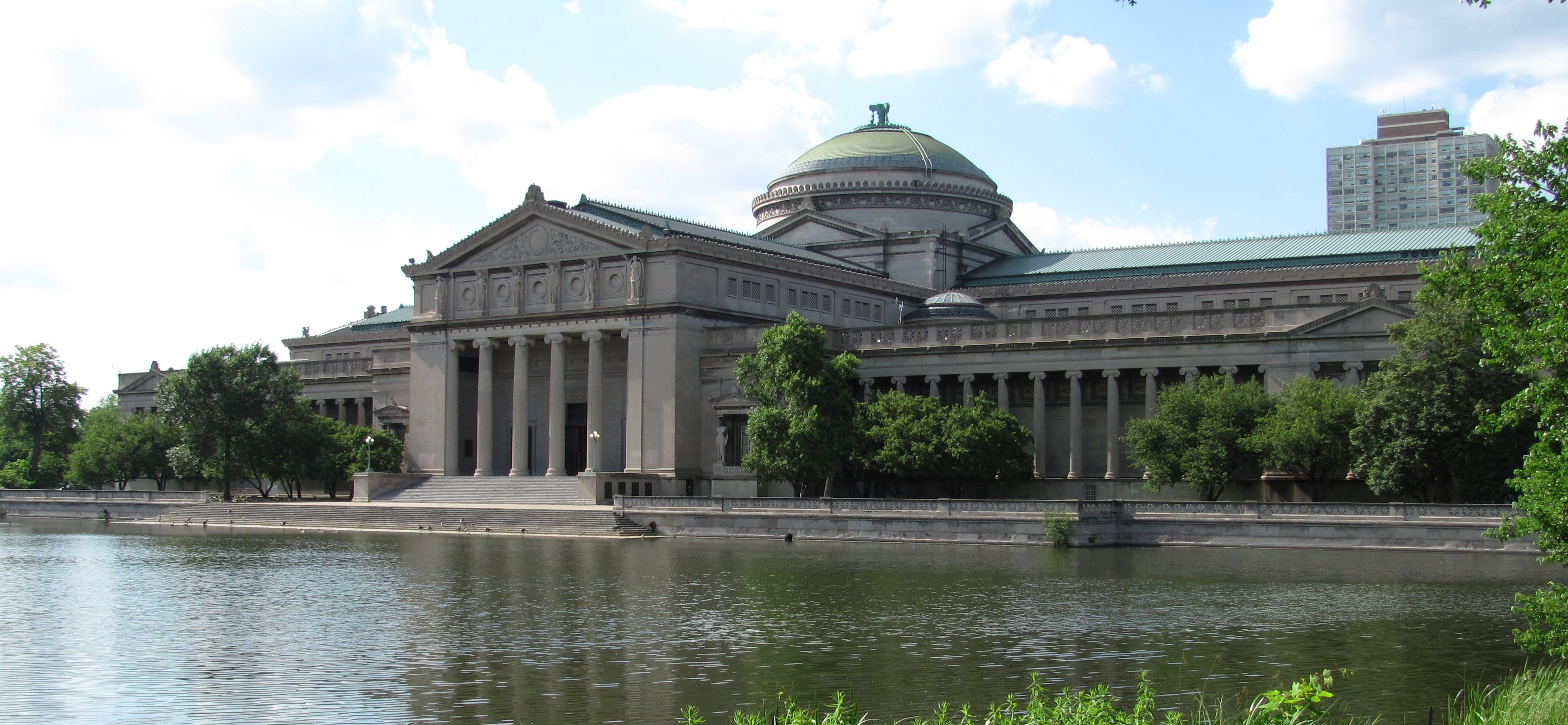
Le musée des Sciences et de l'Industrie de Chicago

Le tournage a lieu à Chicago (notamment au musée des Sciences et de l'Industrie, à l'université Loyola, au cimetière de Graceland), à Bensenville ainsi que dans les Warner Bros. Studios et à Cotati en Californie .

## Accueil

### Accueil critique
Aux États-Unis, le film reçoit 48 % de critiques positives et une note moyenne de 5,5/10 sur le site de critiques Rotten Tomatoes . En France, il obtient une moyenne de 3,4⁄5 sur Allociné .

### Box-office
| Pays ou région    | Box-office        | Date d'arrêt du box-office | Nombre de semaines |
| ----------------- | ----------------- | -------------------------- | ------------------ |
| États-Unis Canada | 61 489 265 $,     | 18 octobre 1990            | 10                 |
| France            | 1 465 121 entrées | -                          | -                  |
| Monde             | 61 489 265 $      | -                          | -                  |

Le film a rapporté environ 61 489 000 $ au box-office en Amérique du Nord pour un budget de 26 000 000 de dollars . En France, il a réalisé 1 465 121 entrées .

## Distinctions
Entre 1990 et 1991, L'Expérience interdite a été sélectionné 4 fois dans diverses catégories et n'a remporté aucune récompense ,.
Nominations
- Festival du cinéma américain de Deauville 1990 : premières - Hors compétition pour Joel Schumacher
- Oscars/Academy Awards 1991 : meilleur montage sonore pour Charles L. Campbell et Richard C. Franklin
- Saturn Awards - Academy of Science Fiction, Fantasy and Horror Films 1991 :
  - Meilleur film de science-fiction,
  - Meilleure actrice dans un second rôle pour Julia Roberts

## Remake-suite
L'Expérience interdite : Flatliners, à la fois remake et suite, sort en 2017. Il est réalisé par Niels Arden Oplev. L'acteur Kiefer Sutherland est le seul à jouer dans les deux versions. Dans le deuxième, il tient un tout autre rôle, celui du Dr Barry Wolfson. Dans une scène coupée du remake, il est révélé que les deux personnages sont une seule et même personne ,.